# Anovec
Anovec este o localitate din comuna Krško, Slovenia, cu o populație de 67 de locuitori.